# Jérôme 60° latitude nord
Jérôme 60° latitude nord est un roman écrit par Maurice Bedel publié en 1927 et ayant reçu le prix Goncourt la même année.

## Historique
Le roman reçoit le prix Goncourt en 1927 contre notamment de L'Imposture de Georges Bernanos fortement soutenu pourtant par Léon Daudet. Maurice Bedel, qui ne connaissait personne dans le milieu littéraire, avait demandé conseil auprès de la caissière de la librairie Gallimard au moment de payer des achats. Celle-ci, ne sachant que répondre, le renvoya au directeur qui transmit le texte à la maison d'édition et « quelques mois plus tard, à sa grande surprise, Bedel découvrit par une lettre qu'il allait être publié ».

## Résumé
Un grand auteur dramatique français est invité à Christiania - ancien nom d'Oslo, capitale de la Norvège, jusqu'en 1924 - parce qu'une de ses pièces sera montée par une société francophile. Il part rempli d'idées stéréotypées et romantiques au sujet de ce pays. Une fois sur place, il est reçu par la haute société (qui a elle-même des idées stéréotypées et romantiques au sujet de la France) et tombe amoureux d'une jeune Norvégienne. Au fil de ses rencontres, il découvrira les us et coutumes particuliers de la Norvège en matière de fréquentations amoureuses.

## Éditions
- Jérôme 60° latitude nord, Paris, éditions Gallimard, 1927